# David Bordwell
 (juillet 2012).
David Bordwell est un auteur et théoricien du cinéma américain né le 23 juillet 1947 à Penn Yan (État de New York) et mort le 29 février 2024.
Il est titulaire de la chaire Jacques Ledoux en études filmiques [Jacques Ledoux Professor of Film Studies], retraité du département de communication des arts de l'université du Wisconsin à Madison. Il est marié à Kristin Thompson avec qui il a écrit deux manuels scolaires : Film Art et Film History. Film Art est le manuel le plus utilisé pour l'introduction à l'apprentissage du cinéma aux États-Unis.[réf. à confirmer]

## Biographie

### Carrière
David Bordwell est intéressé par la politique des auteurs (Ozu, Eisenstein, Dreyer), le cinéma national en général (Hong Kong), l'histoire du style cinématographique ainsi que par la théorie narrative. Il est considéré comme le fondateur de la théorie cognitive, une approche qui traite de la psychologie cognitive comme une base pour la compréhension des effets cinématographiques. Il a été établi comme une alternative à l'approche psychanalytique-interprêtrice qui dominait les études sur le cinéma durant les années 1970 et 1980.
En 2014 il est membre du jury du 38e Festival international du film de Hong Kong.

### Néoformalisme

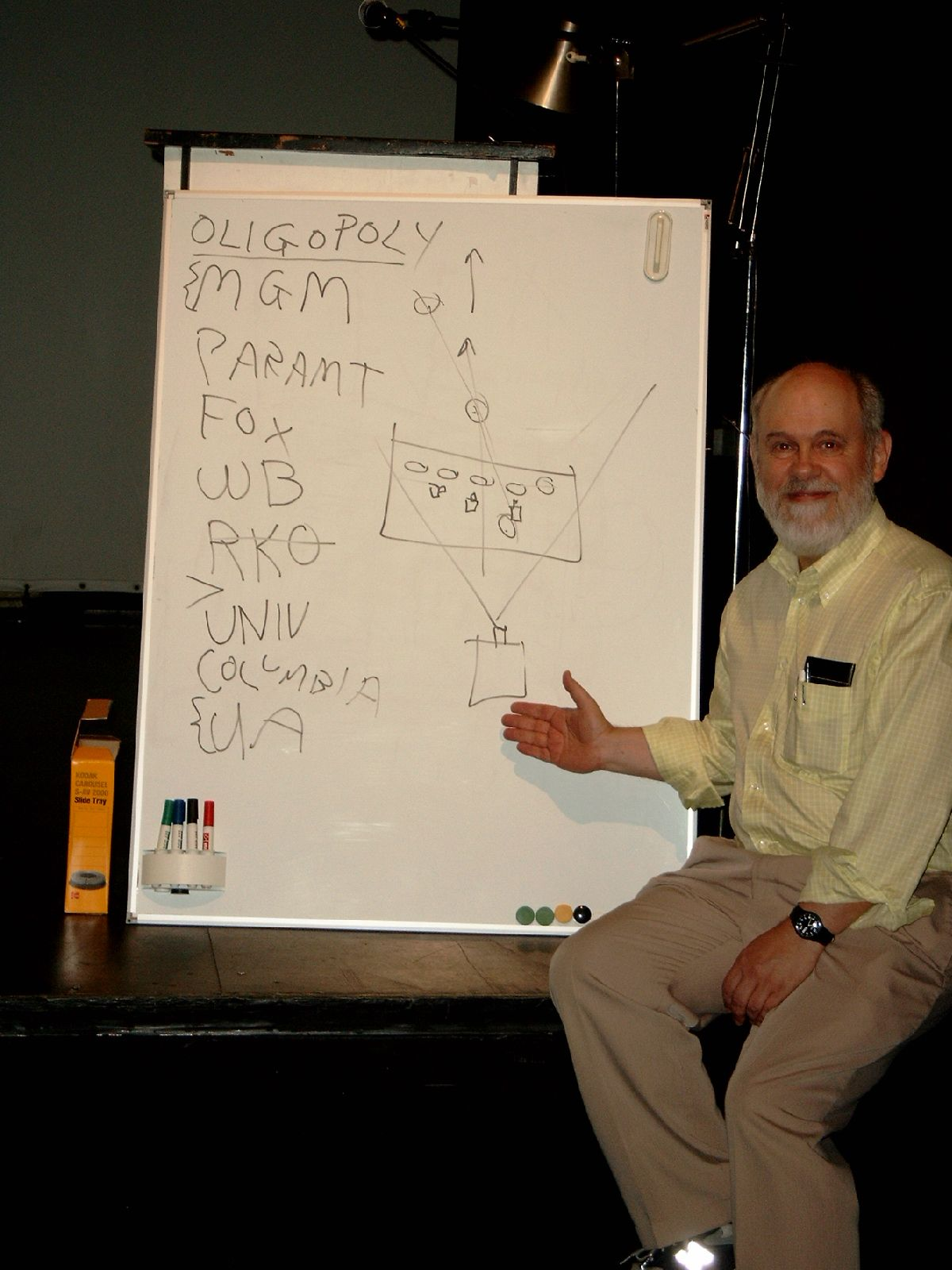
David Bordwell en conférence sur l'économie de l'industrie du cinéma ; le diagramme sur le tableau montre l'oligopole qui existait dans l'industrie du cinéma américain pendant l'âge d'or d'Hollywood.

David Bordwell a également été associé à l'approche méthodologique connue sous le nom de « néoformalisme », bien que cette approche a été écrite majoritairement par Kristin Thompson. Le néoformalisme est une analyse cinématographique basée sur l'observation d'abord effectuée par les théoriciens littéraires, les formalistes russes : le néoformalismes explique qu'il y a une distinction entre une histoire et la forme qui conduit cette histoire. Par exemple, dans un polar, le meurtre se produit au début de la chaine d'événements, mais nous avons connaissance du comment et du pourquoi du meurtre seulement à la fin du film et non au début. Le néoformalisme traite principalement de l'idée de la défamiliarisation, terme général du néoformalisme pour désigner le but de base de l'art dans nos vies.

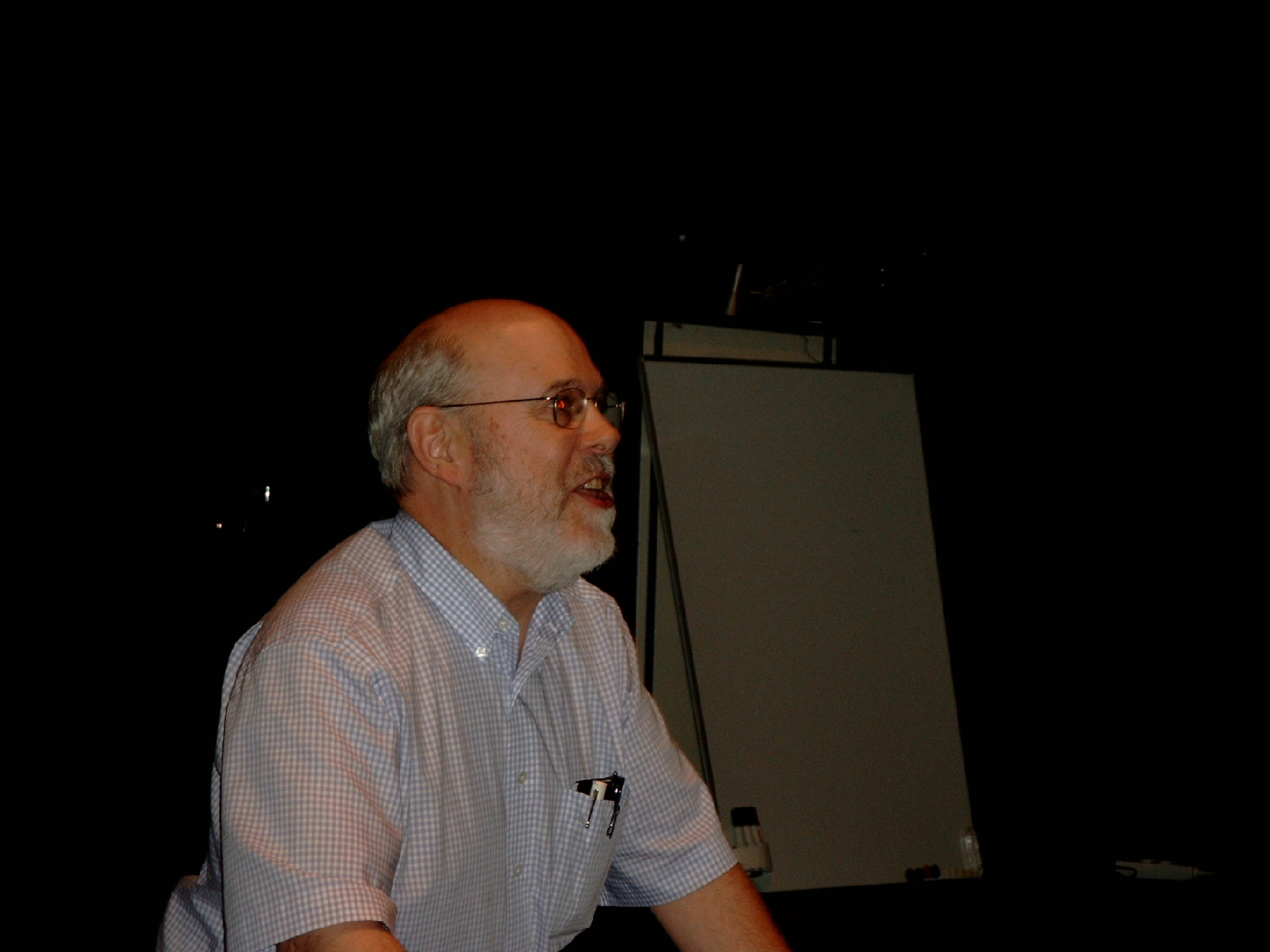
David Bordwell faisant une conférence sur la théorie du cinéma.

Les néoformalistes rejettent de nombreuses suppositions et méthodologies défendues par d'autres théoriciens de cinéma, en particulier l'approche herméneutique mais aussi la psychanalyse lacanienne et certaines variations du post-structuralisme. Dans son œuvre Post-Theory: Reconstructing Film Studies, David Bordwell et son coéditeur Noël Carroll élèvent des objections contre ce type d'approches, qu'ils considèrent comme étant de « Grandes Théories » utilisant les films pour seulement illustrer des théories prédéfinies : ils adhèrent quant à eux à une approche à mi-chemin entre la théorie et l'observation empirique qui pourrait éclairer la façon dont les films fonctionnent réellement. Beaucoup de critiques et de théoriciens de cinéma ont critiqué le neoformalisme, notamment Slavoj Žižek dont David Bordwell a lui-même été le critique.

## Publications
- (en-US) David Bordwell, The Way Hollywood Tells It : Story and Style in Modern Movies, Berkeley, University of California Press, 2006
- (en-US) David Bordwell, Figures Traced in Light : On Cinematic Staging, Berkeley, University of California Press, 2005
- (en-US) David Bordwell et Kristin Thompson, Film Art : An Introduction, New York, McGraw-Hill, 2003, 7e éd.
- (en-US) David Bordwell, Planet Hong Kong : Popular Cinema and the Art of Entertainment, Cambridge, Harvard University Press, 2000 (lire en ligne)
- (en-US) David Bordwell, On the History of Film Style, Cambridge, Harvard University Press, 1997 (lire en ligne)
- (en-US) Noël Carroll (éditeur) et David Bordwell (éditeur), Post-Theory : Reconstructing Film Studies, Madison, University of Wisconsin Press, 1996
- (en-US) David Bordwell et Kristin Thompson, Film History : An Introduction, New York, McGraw-Hill, 1994 (2002)
- (en-US) David Bordwell, The Cinema of Eisenstein, Cambridge, Harvard University Press, 1993 (lire en ligne)
- (en-US) David Bordwell, Making Meaning : Inference and Rhetoric in the Interpretation of Cinema, Cambridge, Harvard University Press, 1989 (lire en ligne)
- (en-US) David Bordwell, Ozu and the Poetics of Cinema, Princeton, Princeton University Press, 1988
- (en-US) David Bordwell, Narration in the Fiction Film, Madison, University of Wisconsin Press, 1985
- (en-US) David Bordwell, Janet Staiger et Kristin Thompson, The Classical Hollywood Cinema : Film Style and Mode of Production to 1960, New York, Columbia University Press, 1985
- (en-US) David Bordwell, The Films of Carl-Theodor Dreyer, Berkeley, University of California Press, 1981
- (en-US) David Bordwell, French Impressionist Cinema : Film Culture, Film Theory, and Film Style, North Stratford, NH 03590, Ayers Company Publishers, Inc, 1974, 2002, 2e éd.